# Аль Дахле
Аль Дахле (англ. al-Dahleh, араб. الدحلة) — поселення в Сирії, що складає численну сирійську арабську общину в нохії Хішам, яка входить до складу мінтаки Дайр-ез-Заур у східній сирійській мухафазі Дайр-ез-Заур.